# Maurens-Scopont
Maurens-Scopont ist eine französische Gemeinde mit 139 Einwohnern (Stand: 1. Januar 2022) im Département Tarn in der Region Okzitanien. Sie gehört zum Kanton Lavaur Cocagne und zum Arrondissement Castres. 

## Lage
Maurens-Scopont liegt etwa 30 Kilometer östlich von Toulouse. Die Gemeinde grenzt im Nordwesten an Viviers-lès-Lavaur, im Norden an Veilhes, im Osten an Cambon-lès-Lavaur, im Süden an Le Faget, im Südwesten an Loubens-Lauragais und im Westen an Villeneuve-lès-Lavaur.

## Bevölkerungsentwicklung
| Jahr      | 1962 | 1968 | 1975 | 1982 | 1990 | 1999 | 2008 | 2015 |
| --------- | ---- | ---- | ---- | ---- | ---- | ---- | ---- | ---- |
| Einwohner | 181  | 146  | 135  | 163  | 160  | 158  | 176  | 186  |